# 珍妮佛·卡本特
珍妮佛·黎安·卡本特（英語：Jennifer Leann Carpenter，1979年12月7日—），美國女演員。知名於Showtime電視劇《嗜血法医》（2006年至2013年）中主演黛博拉·摩根，並因此在2009年贏得土星獎。其他作品如CBS電視劇《藥命效應》（2015年至2016年）和NBC電視劇《內敵諜戰》（2019年）。

## 早年
珍妮佛·卡本特出生於肯塔基州路易維爾，是凱薩琳（Catherine，娘家姓米切爾）和勞勃·卡本特（Robert Carpenter）的女兒。她曾就讀聖拉斐爾大天使學校（St. Raphael the Archangel）和聖心學院。她在瓦爾登劇院音樂學院（Walden Theatre Conservatory）畢業後，至紐約市的茱莉亞學院（戲劇部「第31組」；1998年至2002年）接受培訓。
畢業前，她出演了2002年百老匯舞台劇——亞瑟·米勒的《萨勒姆的女巫》，由連恩·尼遜和蘿拉·琳妮主演。

## 外部連結
- 珍妮佛·卡本特在互联网电影资料库（IMDb）上的資料（英文）